# Burgruine Greifenstein (Eichsfeld)

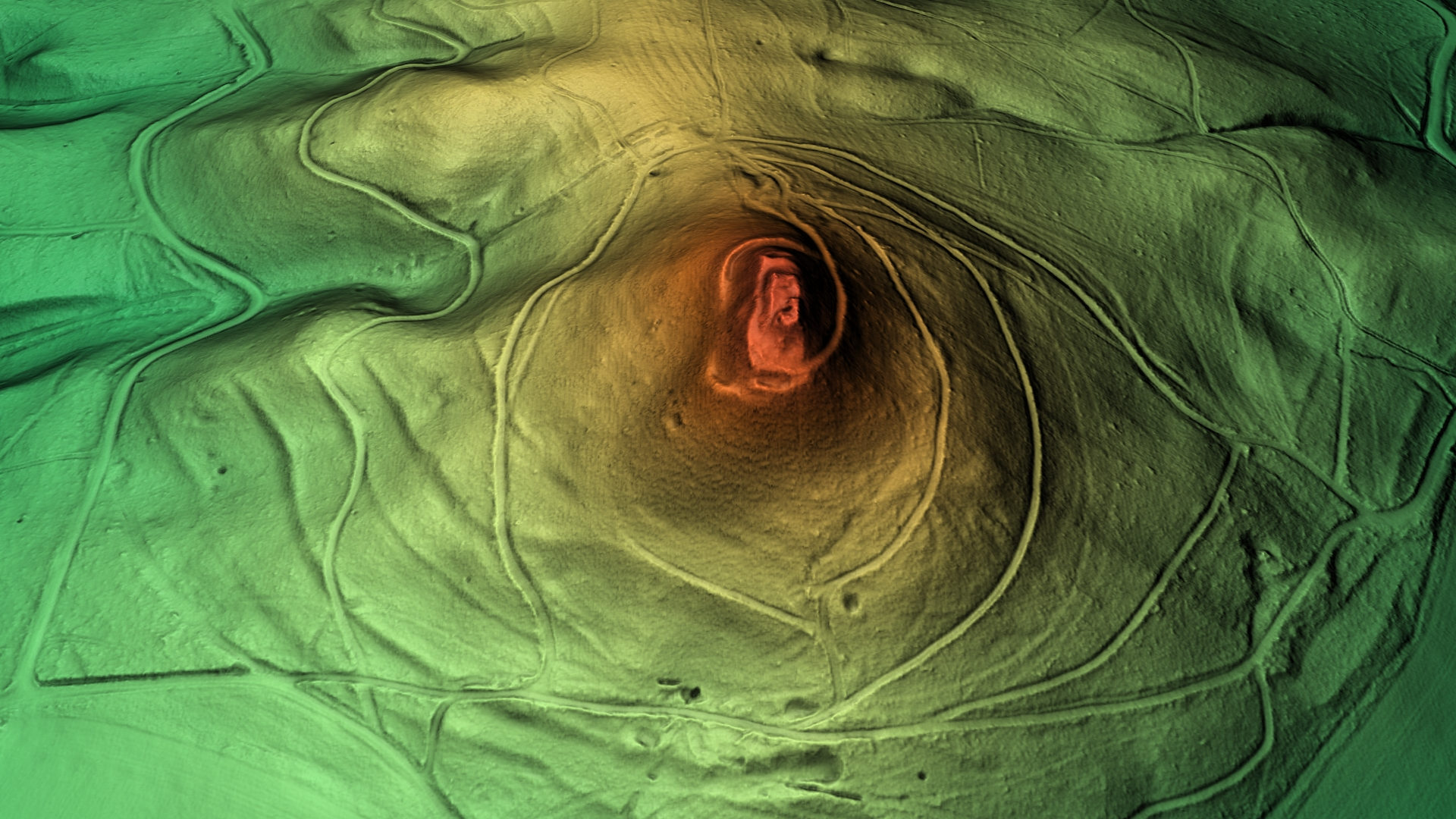
3D-Ansicht des digitalen Geländemodells

Die Burgruine Greifenstein ist die Ruine einer Höhenburg auf dem Schloßberg bei Großtöpfer im Landkreis Eichsfeld in Thüringen.

## Lage
Die Burg befand sich auf dem 442,5 m ü. NHN hohen Schloßberg im Südeichsfeld etwa 2000 Meter westlich von Großtöpfer, einem Ortsteil der Gemeinde Geismar und 2000 Meter östlich von Kella nahe der Landesgrenze zu Hessen. Verkehrsmäßig zu erreichen ist die Ruine über die Landesstraße 2030 zwischen Kella und Großtöpfer und auf verschiedenen Wanderwegen bis zum Gipfel.

## Geschichte
Das Gebiet im südwestlichen Eichsfeld von der Burg Stein bis zum Rodetal gehörte ab dem 10. Jahrhundert zur Germarmark und war im späten Mittelalter Teil der Windischen Mark. Wer die Erbauer der Burg waren und welche Burgleute auf der Burg wohnten, ist nicht genau bekannt. Vermutlich gehörte Burg und Burgamt den Landgrafen von Thüringen und den Grafen von Henneberg, die es an verschiedene Rittergeschlechter verpfändeten oder verkauften. Der im Jahr 1283 erwähnte Crafto de Grifenstein ist vermutlich einer anderen Burg Greifenstein zuzuordnen. 
1397 wurde die Burg erstmals erwähnt, als sie wegen Raubrittertums von Bürgern aus Erfurt, Mühlhausen und Nordhausen unter Führung des Herzogs Otto von Braunschweig erstürmt und zerstört wurde. Nach ihrem Wiederaufbau kam sie in den Besitz des Erzbischofs von Mainz. Sie wurde 1461 an Herzog Wilhelm von Sachsen und dann bis 1539 an die Herren von Bültzingslöwen verpfändet. 1464 wurde Hermann Diede zum Fürstenstein wegen Schulden bei den Herren von Hanstein erwähnt, die er wegen der Errichtung eine Altars in der Kapelle Greifenstein aufgenommen hatte. Kurfürst Albrecht erwarb 1539 für 600 Gulden die Burg wieder zurück. Nach Beendigung von Grenzstreitigkeiten zwischen Kurmainz und der Landgrafschaft Hessen-Kassel 1583 spielte die Burg Greifenstein keine strategische Rolle mehr und verfiel langsam, 1661 saß aber noch ein kurmainzischer Vogt auf der Burg.
Bis zu Beginn des 20. Jahrhunderts war am Fuße des Berges ein sogenannter Kirchhofsacker bekannt, ob dort eine Kirche gestanden hat, ist nicht bekannt. In der Zeit der Innerdeutschen Teilung bis 1989 war die Burgruine wegen der Lage im Schutzstreifen für die Anwohner nicht erreichbar.

## Anlage
Die Burganlage bestand aus einfachem Sandstein-Quadermauerwerk ohne besondere architektonische Details. Heute sind nur noch ein 5 Meter hoher Stumpf des runden Bergfrieds mit einem Durchmesser von 10 Meter, Reste des Kellergewölbes, Wall- und Grabenreste zu sehen.

## Das kurmainzische Amt Greifenstein
Mit der Inbesitznahme der Burg durch den Kurfürsten von Mainz entstand aus dem Burgbezirk das Amt Greifenstein. Zum Amt zählten die Dörfer Kella, Pfaffschwende (zeitweise auch wüst), Rüstungen, Sickerode, Dieterode, Wiesenfeld, Hessel und der adeligen Besitz Volkerode mit Goburg sowie einige heute nicht mehr existierende Orte (Thorental, Rohrbach, Rosserode, Schemrode, Wetche (Rehagen, Frankenkühl sind fraglich)). Ende des 16. Jahrhunderts war eine Sponstätte erwähnt, wo das peinliche Gericht des Amtes Greifenstein abgehalten wurde, vermutlich war auch die Burg selbst Gerichtsstätte. Eine Karte um 1590 zeigt einen Galgen zwischen dem Greifenstein und dem Ort Pfaffschwende, der zum Amtsbereich des Greifensteins gehörte. 
Sondergerichte befanden sich in Dieterode (Herren von Tastungen und Kurmainz) und in Pfaffschwende (Herren von Volkerode).
Mit Aufgabe der Burg ab dem 17. Jahrhundert wurde das Amt Greifenstein vom benachbarten Amt Bischofstein mit verwaltet. Folgende Burgmänner, Vögte oder Amtsleute sind bekannt:
- Herren von Weberstedt, die bis 1380 das benachbarte Dorf Wiesenfeld besaßen und dort eine Kemenate bewohnten[8]
- 1400 Herman von Ershausen[9]
- 1464 Hermann Dythe[10]
- 1521 Rudolf von Bültzingslöwen (Amtmann)[11]
- 1566–1584 Klaus Wagner[12]
- 1592–1617 Philipp Falk[12]

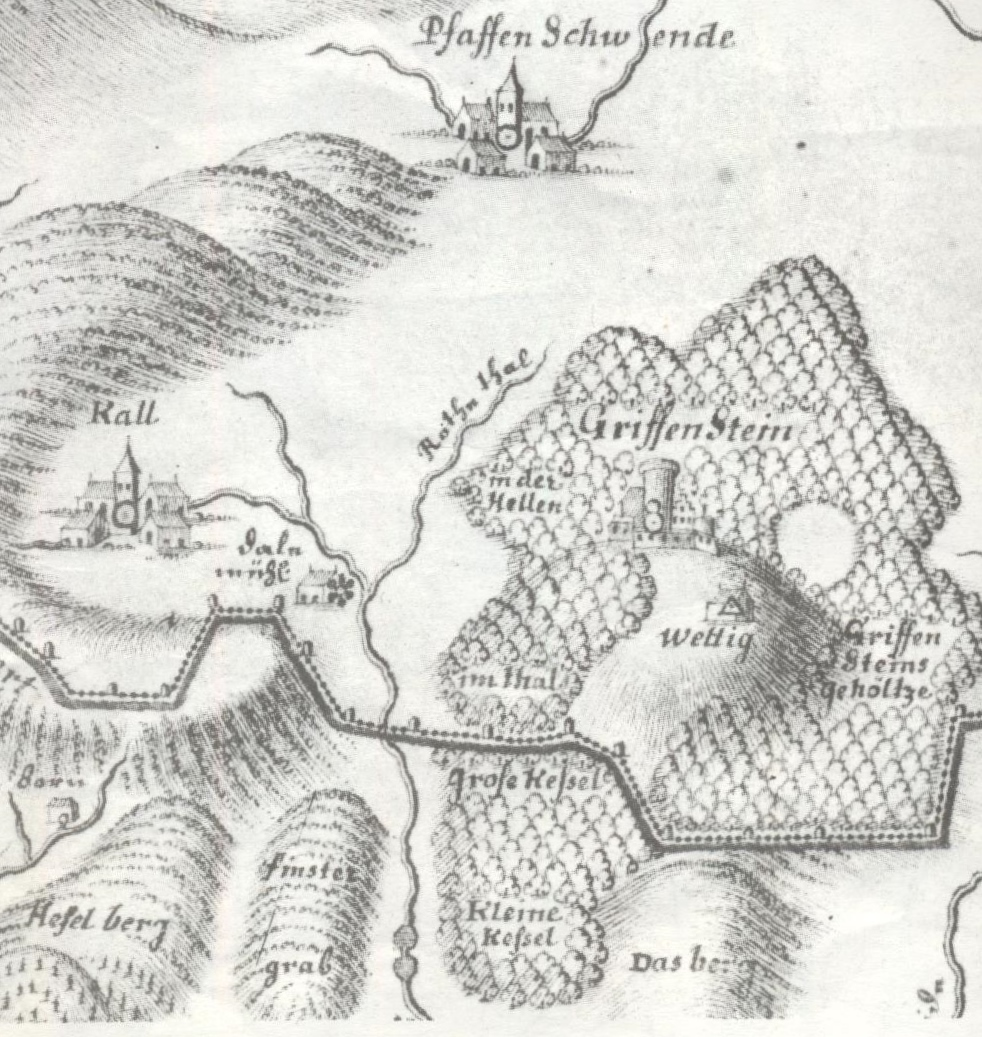
Burg Greifenstein und Hof Wettig um 1700, die Grenze nach Hessen ist mit Grenzsteinen markiert
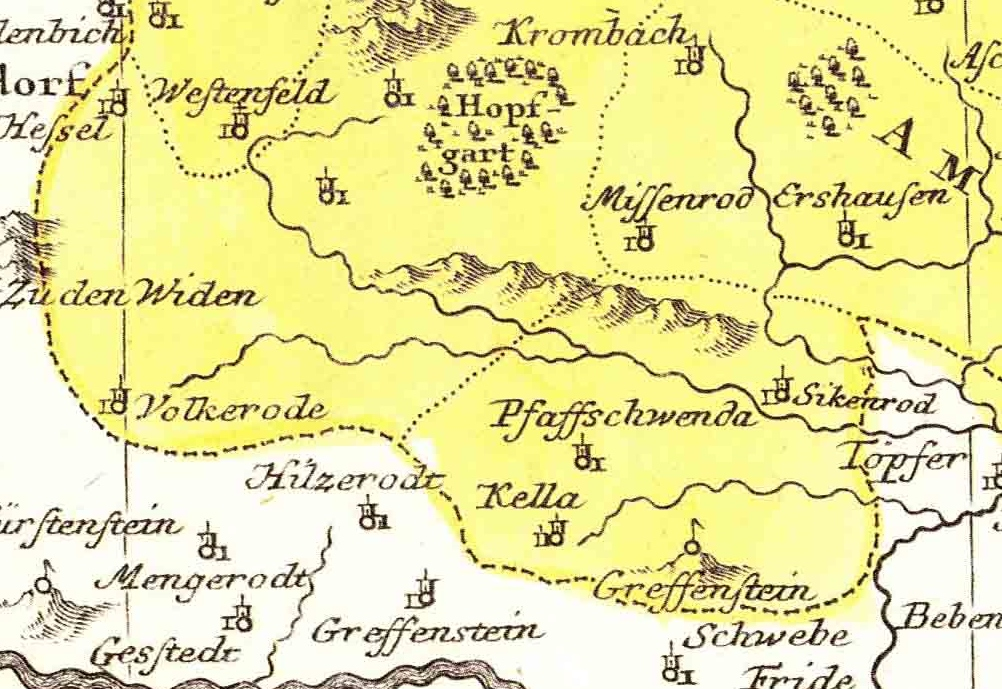
Das kurmainzische Amt Greifenstein um 1760

## Gut Greifenstein
Auf einer historischen Karte vom Ende des 16. Jahrhunderts ist unterhalb der Bergkuppe am Weg von Kella nach Töpfer ein Vorwerk Wettirg verzeichnet. Es diente vermutlich der Versorgung der Burgbewohner mit Nahrungsmitteln. Anfang des 18. Jahrhunderts ist für den Ort der Name Wettig überliefert. Möglicherweise ist das Vorwerk ein Überbleibsel des Dorfes Wetche mit 9 Höfen und dazugehörenden Hufen, welches später zum Amte Stein gehörten. 
Mitte des 18. Jahrhunderts wurde dieses als Gut neu aufgebaut, später wurde unweit des Gutes noch ein Forsthaus errichtet. 1803 wurde das Gut preußische Domäne und wurde verpachtet. 1841 wurde es Privatbesitz und 1914 kaufte es die adlige Familie Keudell in Schwebda. Im Herbst 1945 wurde das Gut enteignet und das Land an Neubauern übertragen. Im Rahmen der Kollektivierung wurde das Land in die LPG Kella eingegliedert. Ende der 1960er Jahre wurde der Abriss des Gutes und des Forsthausen im Rahmen der Grenzsicherungsmaßnahmen der DDR beschlossen.